# Цорнхайм
Цорнхайм (нем. Zornheim) — община в Германии, в земле Рейнланд-Пфальц. 
Входит в состав района Майнц-Бинген. Подчиняется управлению Нидер-Ольм.  Население составляет 3647 человек (на 31 декабря 2010 года). Занимает площадь 5,58 км².